# Li Shuang
Li Shuang (chiń. 李爽, ur. 27 czerwca 1992 w Anda) – chińska snowboardzistka. W 2014 wystartowała na igrzyskach olimpijskich w Soczi, zajmując ósme miejsce w halfpipe'ie. Była też szósta na mistrzostwach świata w Stoneham w 2013 roku oraz siódma podczas rozgrywanych dwa lata później mistrzostw świata w Kreischbergu. Najlepsze wyniki w Pucharze Świata osiągnęła w sezonie 2011/2012, kiedy to zajęła czwarte miejsce w klasyfikacji generalnej (AFU), a w klasyfikacji halfpipe’u również była czwarta.

## Osiągnięcia

### Igrzyska olimpijskie
| Miejsce | Dzień     | Rok  | Miejscowość | Konkurencja | Zwycięzca          |
| ------- | --------- | ---- | ----------- | ----------- | ------------------ |
| 8.      | 12 lutego | 2014 | Soczi       | Halfpipe    | Kaitlyn Farrington |
| 22.     | 13 lutego | 2018 | Pjongczang  | Halfpipe    | Chloe Kim          |

### Mistrzostwa świata
| Miejsce | Dzień       | Rok  | Miejscowość | Konkurencja | Zwycięzca    |
| ------- | ----------- | ---- | ----------- | ----------- | ------------ |
| 6.      | 20 stycznia | 2013 | Stoneham    | Halfpipe    | Arielle Gold |
| 7.      | 17 stycznia | 2015 | Kreischberg | Halfpipe    | Cai Xuetong  |

### Puchar Świata

#### Miejsca w klasyfikacji generalnej
- sezon 2009/2010: 110.
- sezon 2010/2011: 25.
- sezon 2011/2012: 4.
- sezon 2012/2013: 14.
- sezon 2013/2014: 6.
- sezon 2014/2015: 54.
- sezon 2015/2016: 36.
- sezon 2016/2017: 45.
- sezon 2017/2018: 23.

#### Miejsca na podium w zawodach
1. Yabuli – 13 lutego 2011 (Halfpipe) - 3. miejsce
2. Stoneham – 23 lutego 2012 (Halfpipe) - 2. miejsce
3. Ruka – 13 grudnia 2013 (Halfpipe) - 1. miejsce